# Monqār Pey
Monqār Pey (persiska: منقار پی) är en ort i Iran.   Den ligger i provinsen Mazandaran, i den norra delen av landet, 140 km nordost om huvudstaden Teheran. Antalet invånare är 453.
Terrängen runt Monqār Pey är mycket platt, och sluttar norrut. Runt Monqār Pey är det tätbefolkat, med 286 invånare per kvadratkilometer. Närmaste större samhälle är Babol, 16,0 km öster om Monqār Pey. Trakten runt Monqār Pey består till största delen av jordbruksmark.